# 苏珊娜·雷哈克-什特费切科娃
苏珊娜·雷哈克-什特费切科娃（1984年1月15日—），生于尼特拉，是一名斯洛伐克女子射击运动员。她曾在奧運會上獲得一枚金牌及兩面銀牌。